# Albo pretorio

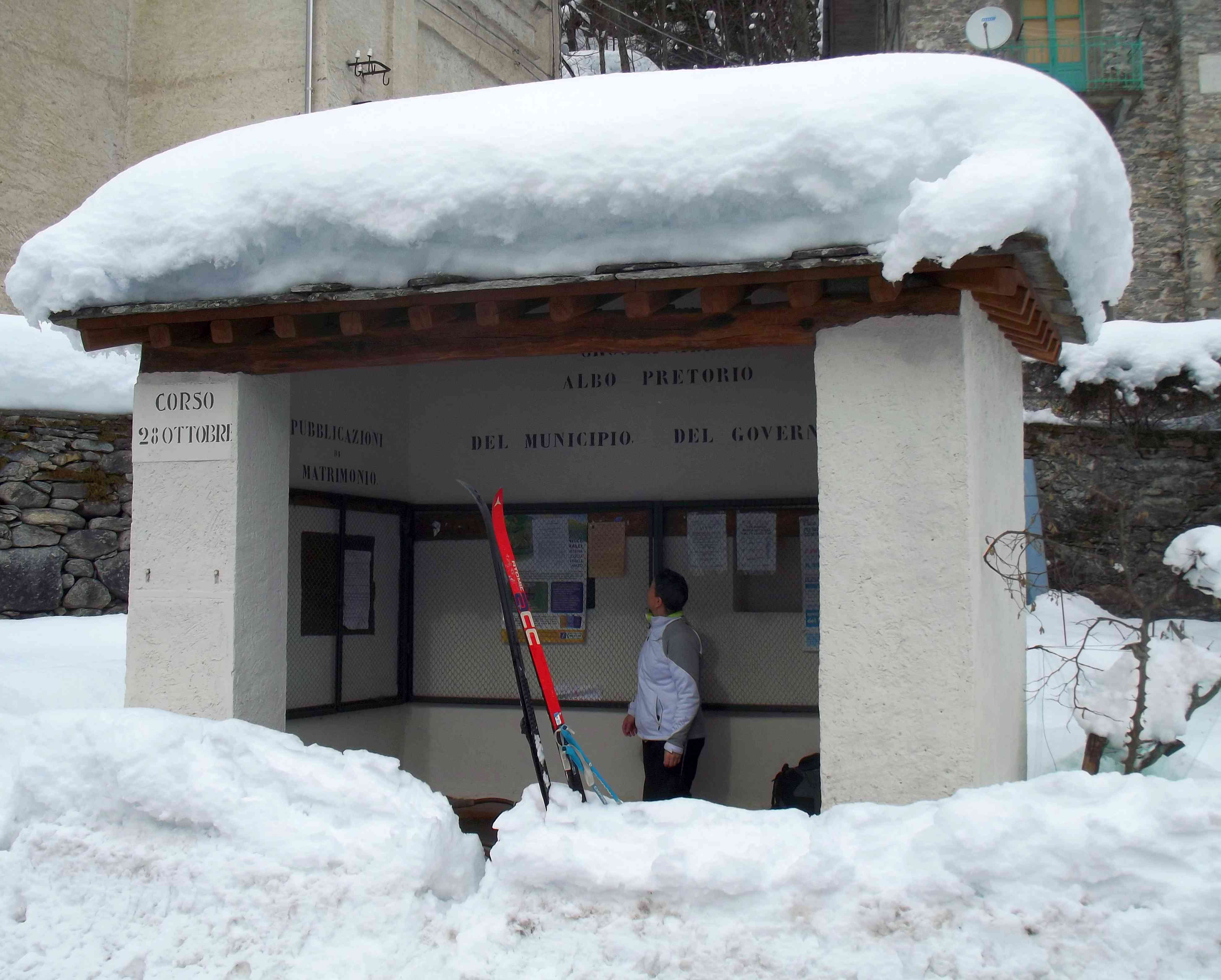
Un albo pretorio tradizionale a Groscavallo (TO), ormai in disuso. A decorrere dal 2011 l'albo pretorio è esclusivamente telematico.

L'albo pretorio (detto talvolta anche albo municipale se presso un comune italiano) indica, in Italia, un apposito spazio presso il quale le pubbliche amministrazioni italiane affiggono per legge notizie e avvisi di interesse pubblico per la collettività.

## Disciplina normativa
Dal punto di vista materiale, consisteva generalmente in una tavola o vetrina esistente presso ogni ente pubblico, solitamente collocata presso la porta della casa comunale o in un luogo pubblico.
La legge del 18 giugno 2009 n. 69, all'art 32 ha disposto che:
Era tuttavia garantita l'efficacia legale della pubblicazione a mezzo degli spazi e forme tradizionali dell'Albo pretorio sino al 31 dicembre 2010: infatti il comma 5 dello stesso art. 32 statuisce invece che a decorrere dal 1º gennaio 2011 le pubblicità effettuate in forma cartacea non hanno effetto di pubblicità legale, di fatto riconoscendo tale caratteristica solo alle affissioni telematiche.

## Generalità
L'affissione all'albo pretorio non ha una durata sempre uguale: ad esempio nel caso che decorrano termini per la presentazione di una domanda, per esempio nel caso di bandi di gara, bandi di concorso, ecc. Generalmente il documento resta all'affissione fino al giorno in cui si può presentare la domanda (compreso).

Nel caso del comune ad esempio, vale la stessa regola per le convocazioni del Consiglio o delle commissioni: il documento rimane affisso fino al giorno in cui si riunisce il Consiglio Comunale o la commissione (compreso).
La pubblicazione si intende avvenuta per il numero di giorni previsti nella misura in cui la stessa è avvenuta per giorni interi, naturali e continuativi, comprese le festività civili. Per alcuni atti la legge prevede il deposito degli stessi presso la segreteria a disposizione del pubblico, con affissione all'albo pretorio del relativo avviso come per esempio:
- le pubblicazioni matrimoniali: il cui atto di pubblicazione resta affisso presso la porta della casa comunale per almeno otto giorni;
- la domanda per la modifica del cognome: il contenuto della domanda deve essere affisso per 30 giorni consecutivi. Durante il periodo di pubblicazione è vietato sostituire e/o modificare il contenuto degli atti.

## Atti oggetto di affissione
Nell'albo pretorio vengono pubblicate le deliberazioni, le ordinanze, i manifesti e gli atti che devono essere portati a conoscenza del pubblico per disposizione di legge (ad esempio l'art. 6 TUEL prevede che lo statuto comunale o provinciale entri in vigore trascorsi 30 giorni dall'affissione nell'albo pretorio) o di apposito regolamento dell'amministrazione. Vengono inoltre esposti all'albo pretorio gli atti destinati a singoli cittadini quando i destinatari risultano irreperibili al momento della consegna.
Ogni tipologia di documento deve essere consultabile pubblicamente e liberamente, per un numero di giorni considerato congruo, cioè sufficiente perché i cittadini vengano a conoscenza della decisione, dell'evento ecc. La pubblicazione ha ordinariamente durata pari a gg.15 , qualora non sia indicata dalla legge o da un regolamento ovvero dal soggetto richiedente la pubblicazione una durata specifica e diversa.
La legge stabilisce per alcune tipologie di atto il periodo di affissione (con i termini di “affissione” e “defissione” va inteso l'inserimento e la rimozione di un documento nell'albo pretorio).
Ad esempio, affissi all'albo per un numero di giorni preciso:
- 1 giorno: irreperibilità temporanea
- 8 giorni:
  - cimiteri, autorizzazione di ampliamento;[2]
  - matrimonio, pubblicazioni;[3]
  - documenti degli enti finanziari, notifica di atto finanziario a persona irreperibile;[4]
- 10 giorni:
  - giudici popolari, elenchi e albi;[5]
  - avviso di matrimonio celebrato davanti a un ministro del culto cattolico, ma non preceduto dalle pubblicazioni o dalla dispensa;[6]
- 15 giorni:
  - le determinazioni dirigenziali e le disposizioni;
  - le deliberazioni del comune e della provincia;
  - catasto, elenco contribuenti[7] comunali e provinciali;
  - espropriazioni per pubblica utilità, domanda per dichiarazione pubblica utilità[8] espropriazioni p.u., piano di esecuzione;[9]
  - strade vicinali, consorzio[10]
  - L'indagine di mercato per l'affidamento dei servizi di importo inferiore a 100.000 euro è svolta previo avviso pubblicato sui siti informatici, per un periodo non inferiore a quindici[11]
- 20 giorni: imposte tasse, avviso ai contribuenti[12]
- 30 giorni:
  - statuti provinciali e comunali;[13]
  - catasto, decisione su reclami;[14]
  - istruzione, elenco inadempienti all'obbligo dell'istruzione;[15]
  - cambiamento del cognome o del nome;[16]
  - usi civili, elenco ripartizioni per decreto;[17][18]
- 45 giorni: atti urbanistici, varianti al piano regolatore, piani di recupero, osservazioni, etc.
- 60 giorni:
  - nazioni, avvisi ai suscettibili ex lege;[19]
  - lasciti, donazioni ai comuni: avvisi ai successibili ex lege
- due domeniche successive e per tre giorni ogni volta: cose ritrovate, avviso di ritrovamento.[20]